# Cumiano di Bobbio
Cumiano di Bobbio (Scozia, VII secolo – Bobbio, 725-744) è stato un vescovo, monaco cristiano e abate scozzese dell'Abbazia di San Colombano.

## Biografia
Fu dapprima monaco in Irlanda e poi vescovo in Scozia, dopo le invasioni normanne decise di recarsi a Bobbio, richiamato dalla vita monastica del monastero di Bobbio e dalla regola colombaniana; venne a vivere da semplice monaco nel cenobio. Nel 653 successe al quarto abate San Bobuleno.
Per la sua saggezza e fama divenne in seguito precettore del futuro re Liutprando che compì gli studi e la preparazione nelle scuole della biblioteca del monastero.
Probabilmente sotto il suo abbaziato si iniziarono i grandi lavori di ristrutturazione del monastero poi ultimati nel 747 all'epoca dell'abate Anastasio, si ebbe quindi la nuova dedicazione del monastero a San Colombano che andrà ad affiancare la precedente agli apostoli Pietro e Paolo.
La data della morte è incerta: si aggira tra il 725 e il 744. 
Più tardi il re Liutprando, che lo venerava, gli farà dono di una stupenda lapide sepolcrale marmorea ricca di fregi, oggi conservata al museo dell'Abbazia di San Colombano. L’epigrafe voluta dallo stesso sovrano e commissionata al magister Iohannes, documenta il periodo ed è quasi l’unica fonte di biografia di Cumiano. Vi si legge: Cumiano diventò famoso per grandi virtù, fu pio con i confratelli, prudente, mite, pacificatore, fedele al sommo alla osservanza della regola. 

## Culto

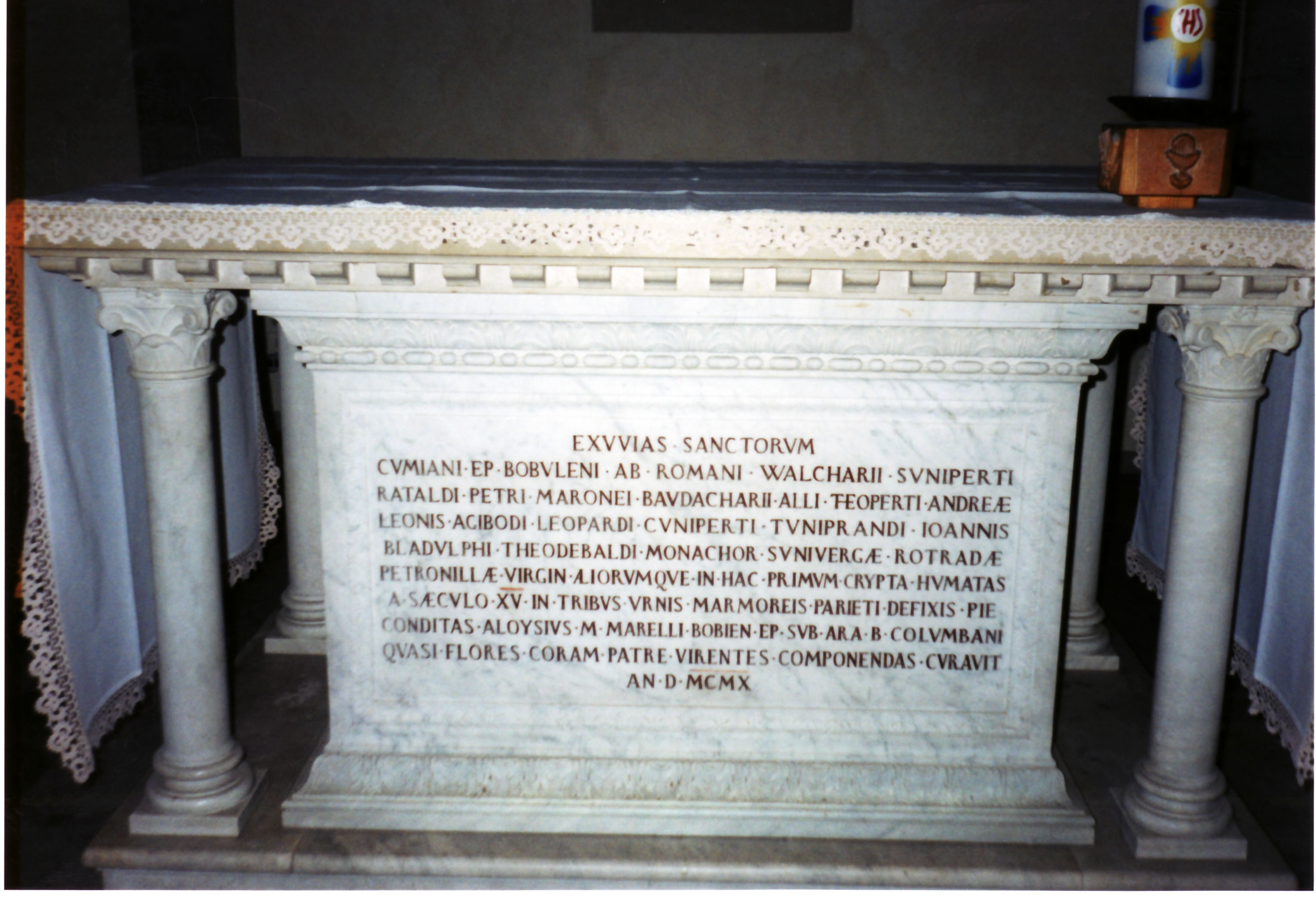
Altare sepolcrale nella cripta della Basilica di S. Colombano contenente i resti di S. Cumiano e degli altri santi abati, monaci e monache

Le sue spoglie riposano nella cripta dell'Abbazia di San Colombano accanto ai suoi predecessori San Colombano, Sant'Attala, San Bertulfo, San Bobuleno, e San Suniberto, 17 monaci (fra cui Sant'Allo) e 3 sante vergini monache; il suo corpo qui sepolto, secondo una passio scozzese, pare essere stato traslato in Scozia trattenendo solo la sua lapide, ma dai ritrovamenti postumi ciò sembra definitivamente escluderlo.
Viene ricordato il 12 gennaio.